# Sainte-Croix-Bocage
Pour les articles homonymes, voir Sainte-Croix.
Sainte-Croix-Bocage est une ancienne commune française rattachée depuis 1818 à la commune de Teurthéville-Bocage.
Sainte-Croix-Bocage était la seconde paroisse, avec Montaigu-la-Brisette, à faire intégralement partie du grand bailliage d'Alençon enclavé dans le grand bailliage de Cotentin. 

## Géographie
La commune s'étendait au Sud de Teurthéville en limite de Montaigu-la-Brisette.

## Histoire
En 1818, la commune fut partagée entre Teurthéville et Montaigu-la-Brisette.

## Démographie
| 1793 | 1800 | 1806 | - | - | - | - |
| ---- | ---- | ---- | - | - | - | - |
| 105  | 118  | 125  | - | - | - | - |

### Liste des maires
| Période | Période | Identité      | Étiquette | Qualité                                                   |
| --- | ------- | ------------- | --------- | --------------------------------------------------------- |
| ...1796 | 1797    | Thomas Raynel |           |                                                           |
| 1797 | ...     | Louis Raynel  |           |                                                           |
| ...1798 | 1800    | Thomas Raynel |           |                                                           |
| 1800 | 1808    | Félix Varin   |           | Laboureur procureur de la commune en 1792, maire en 1794. |
| 1808 | 1818    | Joseph Gréard |           | Cultivateur                                               |
| Une partie des données est issue de liste établie par Jean Pouëssel et Serge Laurent issue de l'ouvrage "601 communes et lieux de vie de la Manche" et par le50enlignebis |         |               |           |                                                           |

## Lieux et monuments

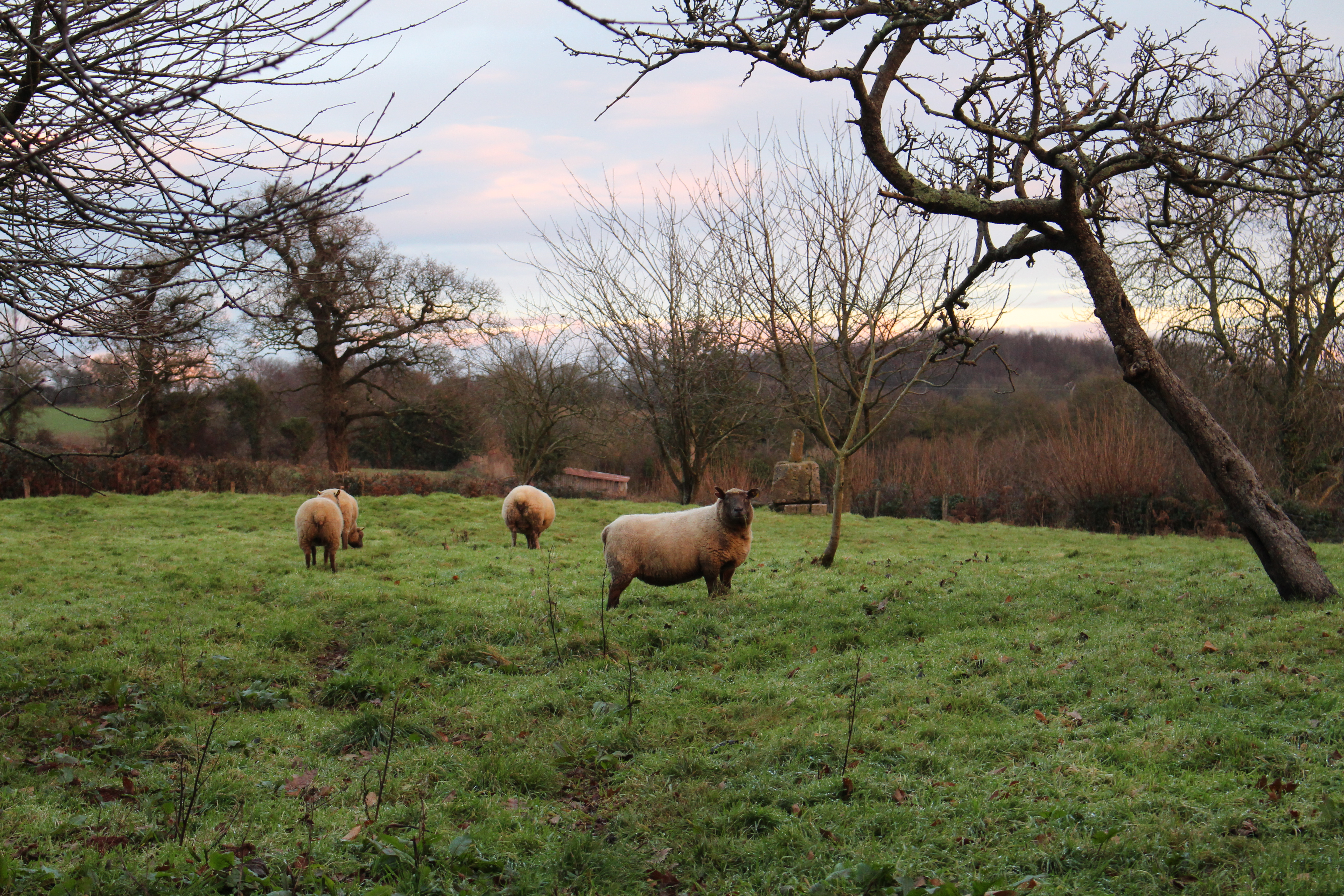
Vestige de l'ancien cimetière

Il ne reste aucun vestige de son église ni de son cimetière. Seules subsistent une chapelle et une partie des bâtiments d'un prieuré de Bénédictins.